# Diocesi di Orlu
La diocesi di Orlu (in latino Dioecesis Orluana) è una sede della Chiesa cattolica in Nigeria suffraganea dell'arcidiocesi di Owerri. Nel 2021 contava 1.200.000 battezzati su 1.751.220 abitanti. È retta dal vescovo Augustine Tochukwu Ukwuoma.

## Territorio
La diocesi comprende parte dello stato nigeriano di Imo.
Sede vescovile è la città di Orlu, dove si trova la cattedrale della Santissima Trinità.
Il territorio è suddiviso in 189 parrocchie.

## Storia
La diocesi è stata eretta il 29 novembre 1980 con la bolla Nuperius quidem di papa Giovanni Paolo II, ricavandone il territorio dalla diocesi di Owerri (oggi arcidiocesi).
Originariamente suffraganea dell'arcidiocesi di Onitsha, il 26 marzo 1994 è entrata a far parte della provincia ecclesiastica di Owerri.

## Cronotassi dei vescovi
Si omettono i periodi di sede vacante non superiori ai 2 anni o non storicamente accertati.
- Gregory Obinna Ochiagha † (29 novembre 1980 - 25 marzo 2008 ritirato)
- Augustine Tochukwu Ukwuoma, dal 25 marzo 2008

## Statistiche
La diocesi nel 2021 su una popolazione di 1.751.220 persone contava 1.200.000 battezzati, corrispondenti al 68,5% del totale.
| anno | popolazione | popolazione | popolazione | presbiteri | presbiteri | presbiteri | presbiteri                | diaconi | religiosi | religiosi | parrocchie |
| anno | battezzati  | totale      | %           | numero     | secolari   | regolari   | battezzati per presbitero | diaconi | uomini    | donne     | parrocchie |
| ---- | ----------- | ----------- | ----------- | ---------- | ---------- | ---------- | ------------------------- | ------- | --------- | --------- | ---------- |
| 1990 | 645.000     | 867.000     | 74,4        | 95         | 89         | 6          | 6.789                     |         | 11        | 63        | 45         |
| 1999 | 524.385     | 875.316     | 59,9        | 177        | 165        | 12         | 2.962                     |         | 20        | 86        | 87         |
| 2000 | 528.915     | 881.394     | 60,0        | 169        | 157        | 12         | 3.129                     |         | 21        | 98        | 90         |
| 2001 | 535.614     | 881.385     | 60,8        | 183        | 171        | 12         | 2.926                     |         | 21        | 204       | 97         |
| 2002 | 548.462     | 881.385     | 62,2        | 201        | 187        | 14         | 2.728                     |         | 31        | 109       | 104        |
| 2003 | 549.765     | 900.078     | 61,1        | 223        | 210        | 13         | 2.465                     |         | 30        | 114       | 108        |
| 2004 | 562.837     | 881.385     | 63,9        | 240        | 219        | 21         | 2.345                     |         | 42        | 111       | 112        |
| 2013 | 817.000     | 1.168.000   | 69,9        | 224        | 216        | 8          | 3.647                     |         | 13        | 145       | 160        |
| 2016 | 1.355.475   | 1.707.387   | 79,4        | 256        | 239        | 17         | 5.294                     |         | 18        | 119       | 170        |
| 2019 | 1.483.700   | 1.869.000   | 79,4        | 312        | 283        | 29         | 4.755                     |         | 33        | 197       | 183        |
| 2021 | 1.200.000   | 1.751.220   | 68,5        | 337        | 308        | 29         | 3.560                     |         | 30        | 166       | 189        |